# ジェーン・ルー

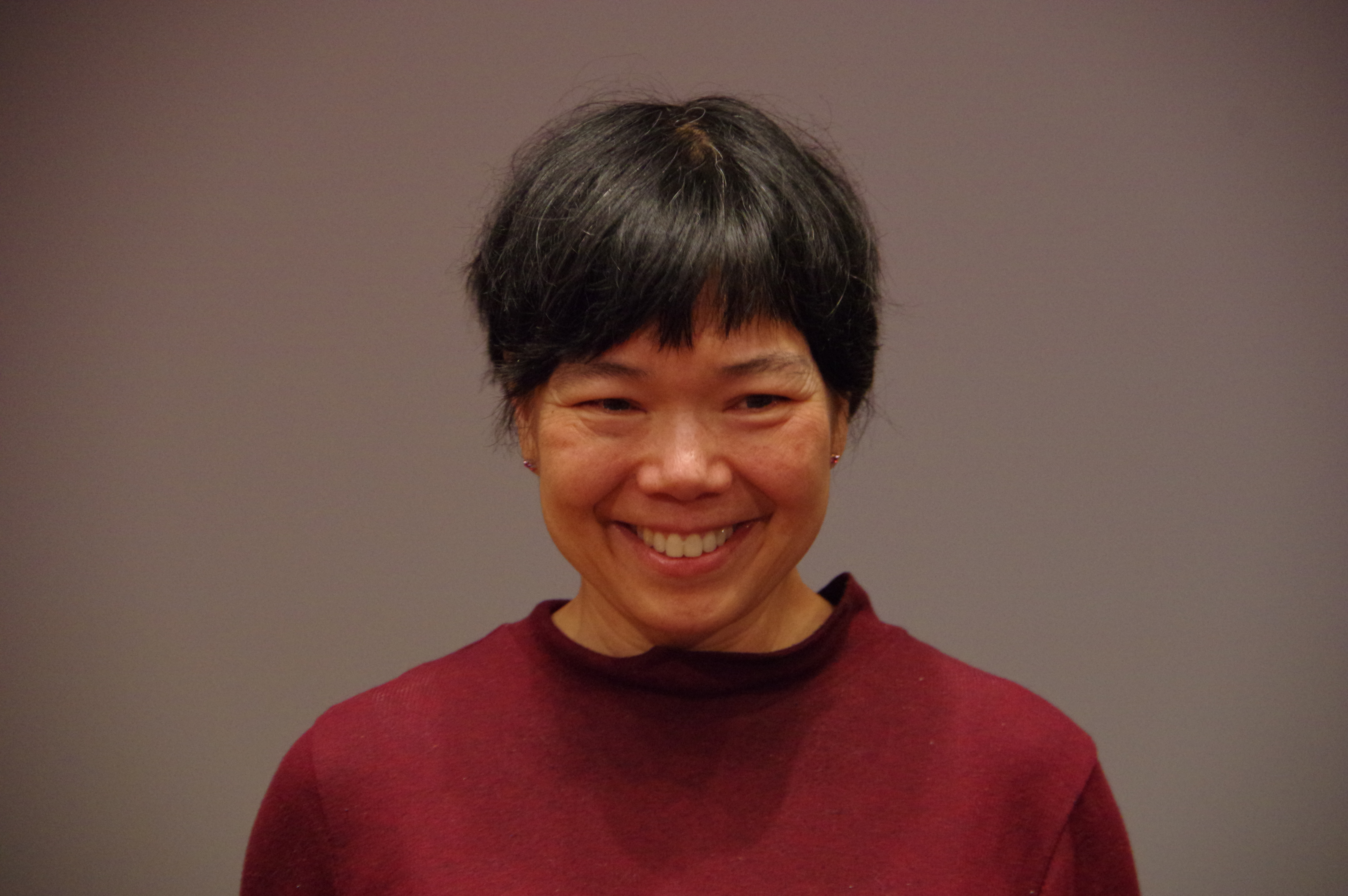
ジェーン・ルー（2018年）

ジェーン・ルー（Jane Luu、1963年 - ）は、ベトナム生まれのアメリカ合衆国の天文学者である。1992年にデビッド・C・ジューイットとともに初めてエッジワース・カイパーベルト天体を発見した。

## 経歴・人物
サイゴン（現在のホーチミン市）で生まれた。本名は Luu Le Hang。父はアメリカ軍の通訳だった。ベトナム戦争のサイゴン陥落により、一家でアメリカに逃れてケンタッキー州に居を定めた。ジェット推進研究所でアルバイトした時に天文学に興味を持ち、奨学金を得て1984年にスタンフォード大学を卒業した。
その後カリフォルニア大学バークレー校、マサチューセッツ工科大学に進学。そしてジューイットと共に、当時冥王星以外には発見されていなかった海王星の軌道の外側の天体をハワイ・マウナケア天文台群で探索。5年後、(15760)アルビオンを発見した。
ハーバード大学、ライデン大学の教授職を経て、現在はマサチューセッツ工科大学リンカーン研究所上席研究員。
小惑星(5430)ルーは、彼女の功績を記念して命名された。

## 発見・共同発見した小惑星
番号登録されただけで39個の小惑星を発見している。
- (10370) ヒュロノメ:ケンタウルス族
- (15760)アルビオン
- (15809) 1994 JS
- (15836) 1995 DA2
- (15874) 1996 TL66
- (15875) 1996 TP66
- (19308) 1996 TO66
- (20161) 1996 TR66
- (24952) 1997 QJ4
- (24978) 1998 HJ151
- (26375) 1999 DE9
- (33001) 1997 CU29
- (59358) 1999 CL158
- (60608) 2000 EE173
- (66652)ボラシシ
- (79360)シラ・ヌナム
- (79969) 1999 CP133
- (79978) 1999 CC158
- (79983) 1999 DF9
- (91554) 1999 RZ215
- (118228) 1996 TQ66
- (129746) 1999 CE119
- (134568) 1999 RH215
- (137294) 1999 RE215
- (137295) 1999 RB216
- (148112) 1999 RA216
- (181708) 1993 FW
- (181867) 1999 CV118
- (181868) 1999 CG119
- (181871) 1999 CO153
- (181902) 1999 RD215
- (385185) 1993 RO
- (385201) 1999 RN215
- (415720) 1999 RU215
- (469306) 1999 CD158

## 受賞歴
- アニー・J・キャノン賞 1991年
- ショウ賞天文学部門 2012年
- カヴリ賞宇宙物理学部門 2012年